# 大分県道31号山香国見線
大分県道31号山香国見線（おおいたけんどう31ごう やまがくにみせん）は、大分県杵築市から国東市に至る県道（主要地方道）である。

## 概要
杵築市山香町大字広瀬から国東市国見町伊美に至る。国東半島を縦断し、南北を最短で結ぶ路線である。また、国東半島の中央に位置する両子山の頂上付近では、本路線、大分県道652号赤根富来浦線、大分県道405号成仏杵築線、大分県道29号豊後高田国東線の4本の路線によって、山腹を環状に取り巻く道路が形成されている。

### 路線データ
- 起点：大分県杵築市山香町大字広瀬（瀬口交差点、国道10号交点）
- 終点：大分県国東市国見町伊美（双国校南交差点、国道213号交点）
- 総延長：約38 km[1]

## 歴史
- 1993年（平成5年）5月11日 - 建設省から、県道山香国見線が山香国見線として主要地方道に指定される[2]。

## 路線状況

### 重複区間
- 大分県道49号大田杵築線（杵築市大田波多方）
- 大分県道34号豊後高田安岐線（杵築市大田波多方・波多方交差点 - 杵築市大田沓掛・木ノ下橋交差点）

### 道路施設

#### トンネル
起点から
- 一畑トンネル：延長415 m、2002年（平成14年）竣工、杵築市 - 豊後高田市
- 仁ノ田トンネル：延長90 m、1989年（平成元年）竣工、豊後高田市 - 国東市
- 地蔵トンネル：延長196 m、1982年（昭和57年）竣工、国東市

## 地理

### 通過する自治体
- 杵築市
- 豊後高田市
- 国東市

### 交差する道路
| 交差する道路                                                                | 市町村名   | 交差する場所   | 交差する場所          |
| --------------------------------------------------------------------------- | ---------- | -------------- | --------------------- |
| 国道10号                                                                    | 杵築市     | 山香町大字広瀬 | 瀬口交差点 / 起点     |
| 大分県道49号大田杵築線 重複区間起点                                         | 杵築市     | 大田波多方     |                       |
| 大分県道34号豊後高田安岐線 重複区間起点 大分県道49号大田杵築線 重複区間終点 | 杵築市     | 大田波多方     | 波多方交差点          |
| 大分県道34号豊後高田安岐線 重複区間終点                                     | 杵築市     | 大田沓掛       | 木ノ下橋交差点        |
| 大分県道709号俣水一畑線                                                     | 豊後高田市 | 一畑           |                       |
| 大分県道29号豊後高田国東線                                                  | 豊後高田市 | 一畑           |                       |
| 大分県道548号地蔵峠小田原線                                                 | 豊後高田市 | 黒土           |                       |
| 大分県道652号赤根富来浦線                                                   | 国東市     | 国見町赤根     |                       |
| 国東広域農道 / オレンジロード                                               | 国東市     | 国見町中       |                       |
| 国道213号                                                                   | 国東市     | 国見町伊美     | 双国校南交差点 / 終点 |

### 沿線
- 杵築市役所大田庁舎（旧大田村役場）
- 杵築市立大田小学校
- 財前家宝塔（国東塔） - 国指定重要文化財
- 赤根温泉
- 旧千燈寺跡
- 国東市庁舎国見総合支所（旧国見町役場）
- 大分県立国東高等学校双国校

### 峠
- 地蔵峠（豊後高田市 - 国東市）